# Campionato del mondo di Para Ice Hockey 2021
L'11º campionato del mondo di hockey su slittino di gruppo A si è tenuto a Ostrava, in Repubblica Ceca. Inizialmente si sarebbe dovuto svolgere tra il 1º maggio e l'8 maggio 2021, ma la competizione venne poi spostata al 19-26 giugno successivi. La città ceca è tornata ad ospitare la competizione per la seconda volta consecutiva dopo l'edizione 2019 e la terza in assoluto considerando l'edizione 2009. Le prime cinque classificate si sono qualificate direttamente per le Paralimpiadi invernali di Pechino 2022.

## Partecipanti
Hanno preso parte al campionato di gruppo A le prime sei squadre classificate nell'edizione precedente, più le prime due classificate del mondiale di gruppo B 2019:
- Stati Uniti (campione uscente)
- Canada
- Corea del Sud
- Rep. Ceca
- Norvegia
- Italia
- RPC (promossa dal gruppo B)
- Slovacchia (promossa dal gruppo B)

La Slovacchia è all'esordio nella competizione. La Russia sarà presente senza inno e senza bandiera, sotto le insegne del comitato paralimpico russo.

## Formula
Venne confermata la formula della edizione precedente: le prime quattro squadre del ranking (Stati Uniti, Canada, Corea del Sud e Rep. Ceca) prendono parte al girone A, mentre le restanti quattro (Norvegia, Italia, Russia - che partecipa sotto le insegne del comitato paralimpico russo - e Slovacchia) nel girone B.
Le prime due squadre classificate al termine del girone A, accedono direttamente alle semifinali, mentre le altre due affrontano le prime due classificate del girone B nel turno preliminare.

## Gironi

### Girone A

#### Incontri
| Ostrava 19 giugno 2021, ore 12:00 UTC+2 | Corea del Sud | 2 – 0 (1-0; 1-0; 0-0) referto | Rep. Ceca | Ostravar Arena\| Arbitro: \| Jacob Grumsen \| |
| Arbitro:                                | Jacob Grumsen |                               |           |                                               |

| Ostrava 19 giugno 2021, ore 15:00 UTC+2 | Stati Uniti      | 1 – 2 (0-0; 0-2; 1-0) referto | Canada | Ostravar Arena\| Arbitro: \| Kristjan Nikolic \| |
| Arbitro:                                | Kristjan Nikolic |                               |        |                                                  |

| Ostrava 20 giugno 2021, ore 11:30 UTC+2 | Canada        | 8 – 0 (3-0; 3-0; 2-0) referto | Corea del Sud | Ostravar Arena\| Arbitro: \| Jacob Grumsen \| |
| Arbitro:                                | Jacob Grumsen |                               |               |                                               |

| Ostrava 20 giugno 2021, ore 14:30 UTC+2 | Rep. Ceca   | 0 – 4 (0-0; 0-2; 0-2) referto | Stati Uniti | Ostravar Arena\| Arbitro: \| Owe Luthcke \| |
| Arbitro:                                | Owe Luthcke |                               |             |                                             |

| Ostrava 22 giugno 2021, ore 14:30 UTC+2 | Canada         | 10 – 0 (4-0; 5-0; 1-0) referto | Rep. Ceca | Ostravar Arena\| Arbitro: \| Bobby Esposito \| |
| Arbitro:                                | Bobby Esposito |                                |           |                                                |

| Ostrava 22 giugno 2021, ore 20:30 UTC+2 | Stati Uniti  | 8 – 0 (3-0; 4-0; 1-0) referto | Corea del Sud | Ostravar Arena\| Arbitro: \| Martin Rapak \| |
| Arbitro:                                | Martin Rapak |                               |               |                                              |

#### Classifica
| Pos. | Squadra       | Pt. | PG | V | VOT | POT | P | GF | GS |
| ---- | ------------- | --- | -- | - | --- | --- | - | -- | -- |
| 1.   | Canada        | 9   | 3  | 3 | 0   | 0   | 0 | 20 | 1  |
| 2.   | Stati Uniti   | 6   | 3  | 2 | 0   | 0   | 1 | 13 | 2  |
| 3.   | Corea del Sud | 3   | 3  | 1 | 0   | 0   | 2 | 2  | 16 |
| 4.   | Rep. Ceca     | 0   | 3  | 0 | 0   | 0   | 3 | 0  | 16 |

### Girone B

#### Incontri
| Arbitro: | Bobby Esposito |

|  |                |  |
|  | Shootout 2 – 0 |  |

| Ostrava 19 giugno 2021, ore 21:00 UTC+2 | Russia      | 7 – 0 (3-0; 3-0; 1-0) referto | Slovacchia | Ostravar Arena\| Arbitro: \| Owe Luthcke \| |
| Arbitro:                                | Owe Luthcke |                               |            |                                             |

| Ostrava 20 giugno 2021, ore 17:30 UTC+2 | Italia       | 0 – 9 (0-5; 0-1; 0-3) referto | Russia | Ostravar Arena\| Arbitro: \| Martin Rapak \| |
| Arbitro:                                | Martin Rapak |                               |        |                                              |

| Ostrava 20 giugno 2021, ore 20:30 UTC+2 | Slovacchia        | 2 – 3 (1-2; 1-0; 0-1) referto | Norvegia | Ostravar Arena\| Arbitro: \| Kristijan Nikolic \| |
| Arbitro:                                | Kristijan Nikolic |                               |          |                                                   |

| Ostrava 22 giugno 2021, ore 11:30 UTC+2 | Norvegia      | 1 – 18 (1-8; 0-0; 0-10) referto | Russia | Ostravar Arena\| Arbitro: \| Jacob Grumsen \| |
| Arbitro:                                | Jacob Grumsen |                                 |        |                                               |

| Ostrava 22 giugno 2021, ore 17:30 UTC+2 | Italia      | 1 – 3 (0-0; 0-1; 1-2) referto | Slovacchia | Ostravar Arena\| Arbitro: \| Owe Luthcke \| |
| Arbitro:                                | Owe Luthcke |                               |            |                                             |

#### Classifica
| Pos. | Squadra    | Pt. | PG | V | VOT | POT | P | GF | GS |
| ---- | ---------- | --- | -- | - | --- | --- | - | -- | -- |
| 1.   | Russia     | 9   | 3  | 3 | 0   | 0   | 0 | 34 | 1  |
| 2.   | Norvegia   | 5   | 3  | 1 | 1   | 0   | 1 | 8  | 23 |
| 3.   | Slovacchia | 3   | 3  | 1 | 0   | 0   | 2 | 5  | 11 |
| 4.   | Italia     | 1   | 3  | 0 | 0   | 1   | 2 | 4  | 16 |

## Play-off

### Tabellone
|  | Quarti di finale | Quarti di finale | Quarti di finale |  |  | Semifinali | Semifinali    | Semifinali |  |  | Finale      | Finale |  |  |  |  |
|  |                  |                  |                  |  |  |            |               |            |  |  |             |        |  |  |  |  |
|  |                  |                  |                  |  |  |            |               |            |  |  |             |        |  |  |  |  |
|  | 4A               | Rep. Ceca        | 0                |  |  |            |               |            |  |  |             |        |  |  |  |  |
|  | 1B               | RPC              | 7                |  |  |            |               |            |  |  |             |        |  |  |  |  |
|  |                  |                  |                  |  |  | 1A         | Canada        | 2          |  |  |             |        |  |  |  |  |
|  |                  |                  |                  |  |  | 1B         | RPC           | 1          |  |  |             |        |  |  |  |  |
|  |                  |                  |                  |  |  |            |               |            |  |  | Canada      | 1      |  |  |  |  |
|  |                  |                  |                  |  |  |            |               |            |  |  | Stati Uniti | 5      |  |  |  |  |
|  |                  |                  |                  |  |  | 2A         | Stati Uniti   | 9          |  |  |             |        |  |  |  |  |
|  |                  |                  |                  |  |  | 3A         | Corea del Sud | 0          |  |  |             |        |  |  |  |  |
|  | 3A               | Corea del Sud    | 2†               |  |  |            |               |            |  |  |             |        |  |  |  |  |
|  | 2B               | Norvegia         | 1                |  |  |            |               |            |  |  |             |        |  |  |  |  |

|  | Finale 7º posto |            |   |  |
|  |                 |            |   |  |
|  | 3B              | Slovacchia | 0 |  |
|  | 4B              | Italia     | 4 |  |

|  | Finale 5º posto |           |   |  |
|  |                 |           |   |  |
|  | 4A              | Rep. Ceca | 2 |  |
|  | 2B              | Norvegia  | 1 |  |

|  | Finale 3º posto |               |   |  |
|  |                 |               |   |  |
|  | 3A              | Corea del Sud | 0 |  |
|  | 1B              | RPC           | 7 |  |

### Finale per il 7º posto
La finale per il settimo posto ha visto sfidarsi le squadre classificate al terzo e quarto posto del girone B, Slovacchia e Italia. L'incontro si è giocato lo stesso giorno dei due quarti di finale.
| Ostrava 23 giugno 2021, ore 20:45 UTC+2 | Slovacchia   | 0 – 4 (0-3; 0-1; 0-0) referto | Italia | Ostravar Arena (92 spett.)\| Arbitro: \| Martin Rapak \| |
| Arbitro:                                | Martin Rapak |                               |        |                                                          |

### Quarti di finale
| Ostrava 23 giugno 2021, ore 14:15 UTC+2 | Russia            | 7 – 0 (4-0; 2-0; 1-0) referto | Rep. Ceca | Ostravar Arena (879 spett.)\| Arbitro: \| Kristijan Nikolic \| |
| Arbitro:                                | Kristijan Nikolic |                               |           |                                                                |

| Ostrava 23 giugno 2021, ore 17:30 UTC+2 | Norvegia       | 1 – 2 (d.t.s.) (0-1; 0-0; 1-0; 0-1) referto | Corea del Sud | Ostravar Arena (139 spett.)\| Arbitro: \| Bobby Esposito \| |
| Arbitro:                                | Bobby Esposito |                                             |               |                                                             |

### Finale per il 5º posto
| Ostrava 25 giugno 2021, ore 20:30 UTC+2 | Norvegia          | 1 – 2 (0:0; 1:2; 0:0) referto | Rep. Ceca | Ostravar Arena (1234 spett.)\| Arbitro: \| Kristijan Nikolic \| |
| Arbitro:                                | Kristijan Nikolic |                               |           |                                                                 |

### Semifinali
| Ostrava 25 giugno 2021, ore 13:45 UTC+2 | Stati Uniti | 9 – 0 (3:0; 2:0; 4:0) referto | Corea del Sud | Ostravar Arena (120 spett.)\| Arbitro: \| Owe Luthcke \| |
| Arbitro:                                | Owe Luthcke |                               |               |                                                          |

| Ostrava 25 giugno 2021, ore 17:00 UTC+2 | Russia        | 1 – 2 (0:1; 1:1; 0:0) referto | Canada | Ostravar Arena (293 spett.)\| Arbitro: \| Jacob Grumsen \| |
| Arbitro:                                | Jacob Grumsen |                               |        |                                                            |

### Finale 3º posto
| Ostrava 26 giugno 2021, ore 17:45 UTC+2 | Russia         | 7 – 0 (2:0; 3:0; 2:0) referto | Corea del Sud | Ostravar Arena (158 spett.)\| Arbitro: \| Bobby Esposito \| |
| Arbitro:                                | Bobby Esposito |                               |               |                                                             |

### Finale
| Ostrava 26 giugno 2021, ore 21:00 UTC+2 | Canada            | 1 – 5 (1:2; 0:2; 0:1) referto | Stati Uniti | Ostravar Arena (568 spett.)\| Arbitro: \| Kristijan Nikolic \| |
| Arbitro:                                | Kristijan Nikolic |                               |             |                                                                |

## Classifica finale
| Pos. | Squadra       |
| ---- | ------------- |
| 1    | Stati Uniti   |
| 2    | Canada        |
| 3    | RPC           |
| 4    | Corea del Sud |
| 5    | Rep. Ceca     |
| 6    | Norvegia      |
| 7    | Italia        |
| 8    | Slovacchia    |

Le nazionali classificate dal primo al quinto posto sono qualificate ai XIII Giochi paralimpici invernali, le restanti tre squadre hanno disputato il torneo di qualificazione assieme alle prime tre classificate del Campionato del mondo di hockey su slittino - Gruppo B 2021. Le ultime due sarebbero dovute retrocedere al Campionato del mondo di Para Ice Hockey - Gruppo B 2023, ma il comitato paralimpico decise, nel dicembre 2022, di escludere la squadra russa a causa dell'invasione russa dell'Ucraina del 2022, ripescando l'Italia.